# Zasłonak brązowooliwkowy

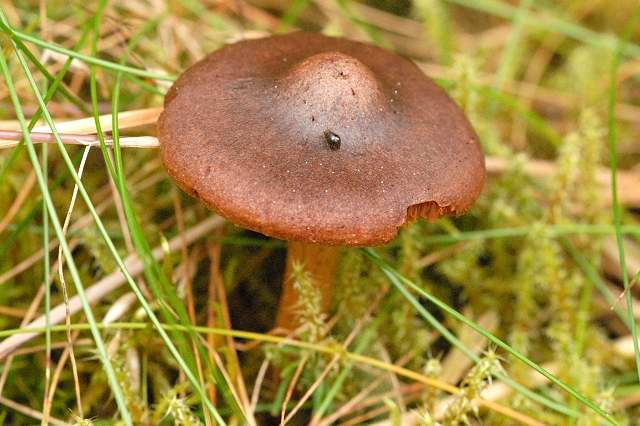

Zasłonak brązowooliwkowy (Cortinarius bataillei (J. Favre ex M.M. Moser) Høil.) – gatunek grzybów należący do rodziny zasłonakowatych (Cortinariaceae).

## Systematyka i nazewnictwo
Pozycja w klasyfikacji według Index Fungorum: Cortinarius, Cortinariaceae, Agaricales, Agaricomycetidae, Agaricomycetes, Agaricomycotina, Basidiomycota, Fungi.
Po raz pierwszy gatunek ten zdiagnozowali w 1976 r. Jules Favre i Meinhard Michael Moser jako Dermocybe bataillei. Obecną, uznaną przez Index Fungorum nazwę nadał mu Klaus Høiland w 1983 r. Synonimy:
- Cortinarius bataillei J. Favre 1960
- Cortinarius bataillei (J. Favre ex M.M. Moser) Høil. 1960 var. bataillei
- Cortinarius bataillei var. croceifolia J. Favre 1960
- Dermocybe bataillei J. Favre ex M.M. Moser 1973
- Dermocybe bataillei J. Favre ex M.M. Moser 1976
- Dermocybe crocea var. bataillei (J. Favre) Hlaváček 1977

Nazwę polską zaproponował Władysław Wojewoda w 2003 r., Andrzej Nespiak w 1981 r. opisywał ten gatunek pod nazwą zasłonak Bataille’a.

## Morfologia
Kapelusz
Średnica kapelusza 1–4 cm, kształt u młodych owocników półkulisty, później dzwonkowaty, w końcu spłaszczony, często z niskim, tępym garbem. Powierzchnia gładka lub delikatnie włókienkowata, ciemno żółtobrązowa, jaśniejsza przy brzegu. Nie jest higrofaniczny.
Blaszki
Dość gęste, żółte, czasami musztardowe. Ostrza jaśniejsze.
Trzon
Wysokość 6–12 cm, grubość 0,3–0,7 cm, kształt cylindryczny, często zwężający się u podstawy. Powierzchnia lekko błyszcząca, ochrowa, żółta lub złocistożółta.
Miąższ
Ciemnożółty do pomarańczowo-żółtego, pomarańczowy u podstawy trzonu.
Zarodniki
7,5–9,5 × 4,5–5,5 μm, elipsoidalne, z umiarkowanie rozwiniętą ornamentacją.
Gatunki podobne
Bardzo podobny jest zasłonak szafranowy (Cortinarius croceus). Różni się od niego siedliskiem, pomarańczowym kolorem podstawy trzonu oraz większymi zarodnikami.

## Występowanie i siedlisko
Znany jest tylko w niektórych krajach Europy. W Polsce jest gatunkiem rzadkim. W piśmiennictwie naukowym do 2003 r. podano 2 jego stanowiska w Polsce. Znajduje się na Czerwonej liście roślin i grzybów Polski. Ma status E– gatunek wymierający.
Grzyb mykoryzowy. Rośnie na ziemi, pod świerkami lub brzozami, w lasach bagiennych, także na skraju wysokich bagien, czasem pod sosnami. Często pojawia się w torfowiskach, czasami masowo.